# Lindsay Burdge
Lindsay Burdge, née le 27 juillet 1984 à Pasadena en Californie, est une actrice, productrice et scénariste américaine.

## Filmographie

### Comme actrice
- 2008 : Actually, Adieu My Love : Olivia Sanders
- 2008 : Bring the War Home (court métrage) : Joyce
- 2008 : The Horses (court métrage) : Ellie
- 2008 : Death Cab for Cutie: I Will Possess Your Heart (court métrage vidéo) : la femme
- 2009 : The Viewer (court métrage) : la victime
- 2010 : Food Party (série télévisée) : Grape Jenny
- 2010 : Failing Better Now : Summer
- 2010 : We're Glad You're Here : Catherine
- 2011 : Jim & Frank (court métrage) : Jane
- 2012 : Frances Ha : la fille aux cheveux foncés
- 2012 : First Winter : Marie
- 2012 : All the Light in the Sky : Suzanne
- 2012 : White Fox Mask : Vivienne
- 2012 : Majik Markers (court métrage)
- 2013 : A Teacher : Diana Watts
- 2013 : Lily : Emily
- 2013 : Fort Apache (court métrage) : Frances
- 2013 : Satisfaction (court métrage) : Karen
- 2014 : Wild Canaries : Annabell
- 2014 : Super Sleuths (court métrage) : Marie Deschamps
- 2014 : The Midnight Swim : June
- 2014 : The Sideways Light : Lily
- 2015 : Digging for Fire : Lucy
- 2015 : Up the River : Rebecca
- 2015 : The Invitation : Sadie
- 2015 : 6 Years : Amanda
- 2015 : Some Beasts : Anna
- 2015 : Devil Town : Isabel Phillips
- 2015 : Come Down Molly : Amy
- 2015 : Tears of God : The Lich
- 2015 : Lace Crater : Ruth
- 2015 : Sisters (court métrage) : Anastasia
- 2015 : Albert the Dog (court métrage) : Sandy
- 2016 : Actor Martinez : Lindsay
- 2016 : 10 Crosby (court métrage) : Lindsay (segment "Blackout")
- 2016 : Baby Teeth (court métrage) : Erin
- 2016 : Veep (série télévisée) : la reportère
- 2016 : Dramatic Relationships (court métrage)
- 2016 : Cloudy All Day (court métrage) : Kate
- 2016 : Fill Your Heart with French Fries (court métrage) : Emma
- 2017 : XX : Madeleine (segment "The Birthday Party")
- 2017 : Thirst Street : Gina
- 2017 : Easy (série télévisée) : Amy / le rendez-vous de Kyle
- 2018 : The Long Dumb Road
- 2018 : Duck Butter : Kate
- 2018 : 86'd (court métrage) : Mistress Lashes
- 2018 : Casual (série télévisée)
- 2018 : Transference (jeu vidéo)
- 2018 : The Owl (court métrage)
- 2018 : Her Smell
- 2018 : The Carnivores : Brett
- 2018 : Interlude (court métrage) : Diane
- 2018 : Jobe'z World : Linda

### Comme productrice
- 2012 : Gimme the Loot
- 2012 : First Winter
- 2018 : The Carnivores

### Comme scénariste
- 2010 : We're Glad You're Here